# 石頭 (地名)
石頭，舊稱大石頭庄，是臺灣桃園市中壢區的一個傳統地域名稱，位於該區南部。相較於今日行政區，其範圍大致包括中央里、石頭里、中建里東南半部、中榮里東部、東興里、健行里、新興里、林森里、振興里不含東南端一小部分。
本地區北大半部因設有中壢車站之故，已發展成為中壢市區的一部分。

## 歷史
台灣清治末期至日治初期，石頭地區為一街庄，稱為「石頭庄」，隸屬於桃澗堡。該庄輪廓呈南北狹長形，北與興南庄、水尾庄為鄰，東與中壢埔頂庄、後藔庄為鄰，南邊為社仔庄，西邊為北勢庄。
1901年（日治明治三十四年）11月，全台廢縣廳改設二十廳，該庄隸屬於桃仔園廳。1903年（明治三十六年），改名桃園廳。1909年（明治四十二年）10月，合併二十廳為十二廳，該庄隸屬不變。1920年（大正九年），廢十二廳改設五州二廳，該庄改制並雅化為「石頭」大字，隸屬於新竹州中壢郡中壢街。
戰後中壢街改制為中壢鎮，隸屬於新竹縣，大字亦改制為里。1950年桃、竹、苗分治，中壢鎮改隸屬於桃園縣。1967年，中壢鎮因人口數達10萬而升格為中壢市。2014年12月，桃園縣升格為直轄桃園市，中壢市改制為中壢區。
因為人口增加，本地區已分拆為多個里。

## 聚落
本地區發展較早的聚落為石頭，在日治期初期的官方地圖上已有記載。本地區尚有頂石頭、十崁仔、豬埔仔、番薯市仔、瞎子巷 等聚落。其後因本地區北部緊臨中壢老街、中壢新街，加上台鐵中壢車站建於此處，環中東路二段以北地區已發展成為中壢市區的一部分。

## 交通
台鐵縱貫線是台灣西部鐵路南北幹線，大致以東北－西南走向經過石頭地區北部，並設有中壢車站。該站屬一等站，除部分普悠瑪號、自強號班次外，其餘各級列車均有停靠，由此可前往台鐵沿線各站。
市道110甲線（延平路）是大園三塊厝至平鎮宋屋的道路，大致以東北—西南走向經過本地區西北部近邊界地帶。由該道路向東北轉北可前往水尾、五塊厝、三塊厝並止於市道110號本線，向西南轉西可前往平鎮宋屋並止於中壢外環道最西南端省道台1線路口。
市道112號（環中東路二段、龍岡路二段～三段）是觀音至大溪崎頂的道路，大致以西南—東北走向轉北北西—南南東走向經過本地區中部偏南地帶及東部邊界中南段。由該道路向西南經外環境繞過中壢市區後轉向西北可前往新屋、永安漁港等地，向南南東轉東南可前往八德、大溪等地。
市道114號（中山路）是新屋永安漁港至板橋光復橋的道路，大致以西北—東南轉西南西—東北東走向經過本地區北部。由該道路向西北轉西穿越中壢市區後可前往新屋、永安漁港等地，向東北東轉東南可前往八德、鶯歌、板橋等地。
市道113甲線（金陵路）是中壢至龍潭的道路，其北側端點位於本地區北部西側的龍岡路一段路口。由此向南出邊界後可前往北勢、東勢、黃泥塘並止於龍潭市區東北側的省道台3線路口。

## 學校
- 東興國中（小部分）
- 中壢國小（部分）
- 林森國小
- 龍岡國小

## 廟宇
- 忠義祠（陰廟）
- 永福宮
- 聖天宮
- 三教紫雲宮
- 玄天宮大悲殿
- 興元宮（三官天帝廟）